# 瓜尔佳氏 (允礽)

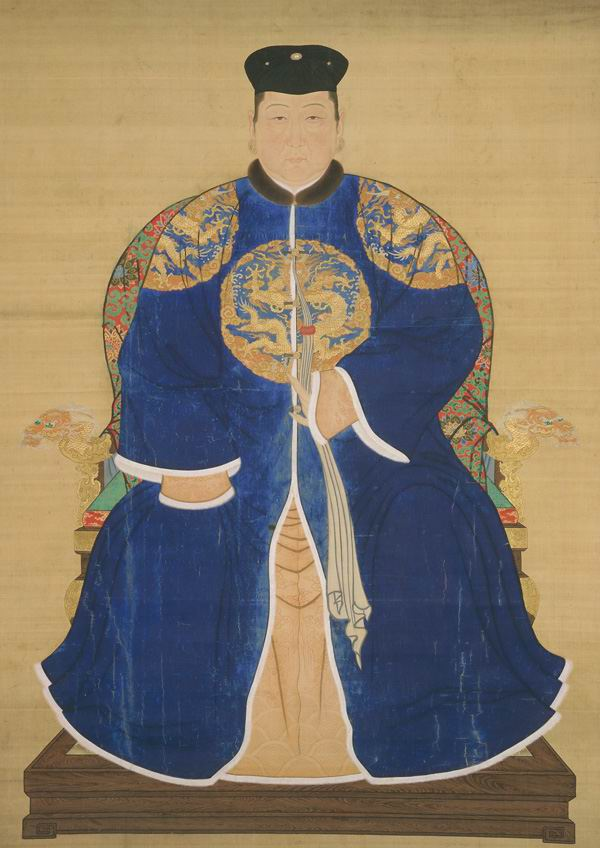
瓜尔佳氏像

苏完瓜尔佳氏（17世纪—1718年），滿洲正白旗人，三等伯兼都统石文炳之女，和硕额驸兼定南將軍石华善之孫女。清朝太子允礽之妻，並且為中国历史上最后一位正式册立的太子妃。允礽被废太子之位后，瓜尔佳氏失去太子妃的身份，称为二阿哥（允礽）福晋。

## 家族
瓜尔佳氏的高祖石翰迁居辽东地方後，家族以石为姓，故《清史稿》称她为石氏。清初属汉军正白旗，康熙二十七年（1688年），祖父石华善请求改隶满洲旗籍。
根據《列祖女孫：直檔玉牒》的記載，瓜尔佳氏的家族与清朝皇族有多次联姻。她的一位嫡母即是代善的曾孫女，但卻没有任何爵位，後於康熙五十七年十一月追封為郡君。她的嫡祖母为豫亲王多鐸第三女郡主，嫁給祖父石华善僅兩年就病逝了；繼祖母則為肃亲王豪格第五女郡主。

## 生平
瓜尔佳氏的出生时间和早年事迹已无法考证。最早关于她的记录是在康熙三十四年（1695年）六月或之前，瓜尔佳氏受册为太子妃。当时，允礽时年二十二岁。此前，瓜尔佳氏是否与他成婚和成婚的时间皆无法考证。
康熙三十六年（1697年）十一月十一日，瓜尔佳氏生允礽第三女。这是她唯一的孩子。康熙四十七年（1708年）九月十八日，允礽第一次被废太子之位，與允礽一同被幽禁于咸安宫。康熙四十八年（1709年）三月，允礽复立为太子，瓜尔佳氏复为太子妃。康熙五十一年（1712年）十一月十六日，丈夫再度被废太子之位，再一次被幽禁于咸安宫，瓜尔佳氏随夫幽禁于此處。
康熙五十七年（1718年）五月，瓜尔佳氏病重，礼部奉康熙帝旨意以和硕福晋之例准备葬礼。同年七月初，瓜尔佳氏逝世。礼部未敢奏请撰写祭文，康熙帝则认为其“淑孝宽和，作配允礽，辛勤历有年所”，命大学士等與翰林院一起撰写祭文。
雍正二年（1724年），丈夫允礽逝世，並且葬于蓟州（今天津市蓟州区）黄花山下的理亲王园寝。學者杨珍考证，瓜尔佳氏应同葬于此地。允礽後被追赠為理亲王，尚在人世的诸多妾室中，仅知李佳氏一人获封侧福晋，而已逝世多年的瓜尔佳氏是否获得亲王福晋的追赠暫不详。